# Võ Thị Sáu
Võ Thị Sáu (ur. 1933 w Đất Đỏ, zm. 23 stycznia 1952 w Côn Đảo) – wietnamska nastoletnia partyzantka Việt Minhu, bohaterka walk o niepodległość.

## Życiorys
Urodziła się w dystrykcie Đất Đỏ prowincji Bà Rịa-Vũng Tàu w Indochinach Francuskich, jako córka woźnicy i sprzedawczyni makaronu, miała pięcioro rodzeństwa .
W 1947 roku, w wieku 13–14 lat, z inicjatywy starszego brata wstąpiła do ochotniczej milicji (Công an xung phong) Việt Minhu w rodzinnej miejscowości . Uczęszczała do prowadzonej przez partyzantów „szkoły młodego bojowca”, powierzano jej zadania zwiadu w terenie, przysłuchiwania się rozmowom na rynku, obserwacji miejscowych urzędników reżimu kolonialnego . Võ Thị Sáu zdemaskowała profrancuską informatorkę Sáu Thoại, a także poinformowała partyzantów o nadchodzącym ataku francuskim, umożliwiając im w porę się ewakuować. Dzięki pozyskanym przez nią informacjom oddział milicji ludowej opracował plan działania przeciw francuskiej administracji w swojej okolicy.
14 lipca 1948 przeprowadziła zamach na kolaboracyjnego urzędnika Lê, który wezwał mieszkańców na profrancuski mityng : Võ Thị Sáu rzuciła granat ręczny, a dwóch innych partyzantów rozpędziło zbiorowisko, umożliwiając jej ucieczkę. W listopadzie tegoż roku dostała się w przebraniu do biura oficera Tònga, w którego rzuciła granatem; Tòng został ciężko ranny w tym ataku. W lutym lub maju  1950 roku oddział zorganizował kolejną akcję, której celem byli tym razem kolaboranci Cả Đay i Cả Suốt – zamach na rynku się nie udał , a Võ Thị Sáu została aresztowana i uwięziona przez Francuzów w Bà Rịa, a następnie w Chí Hòa w Sajgonie.

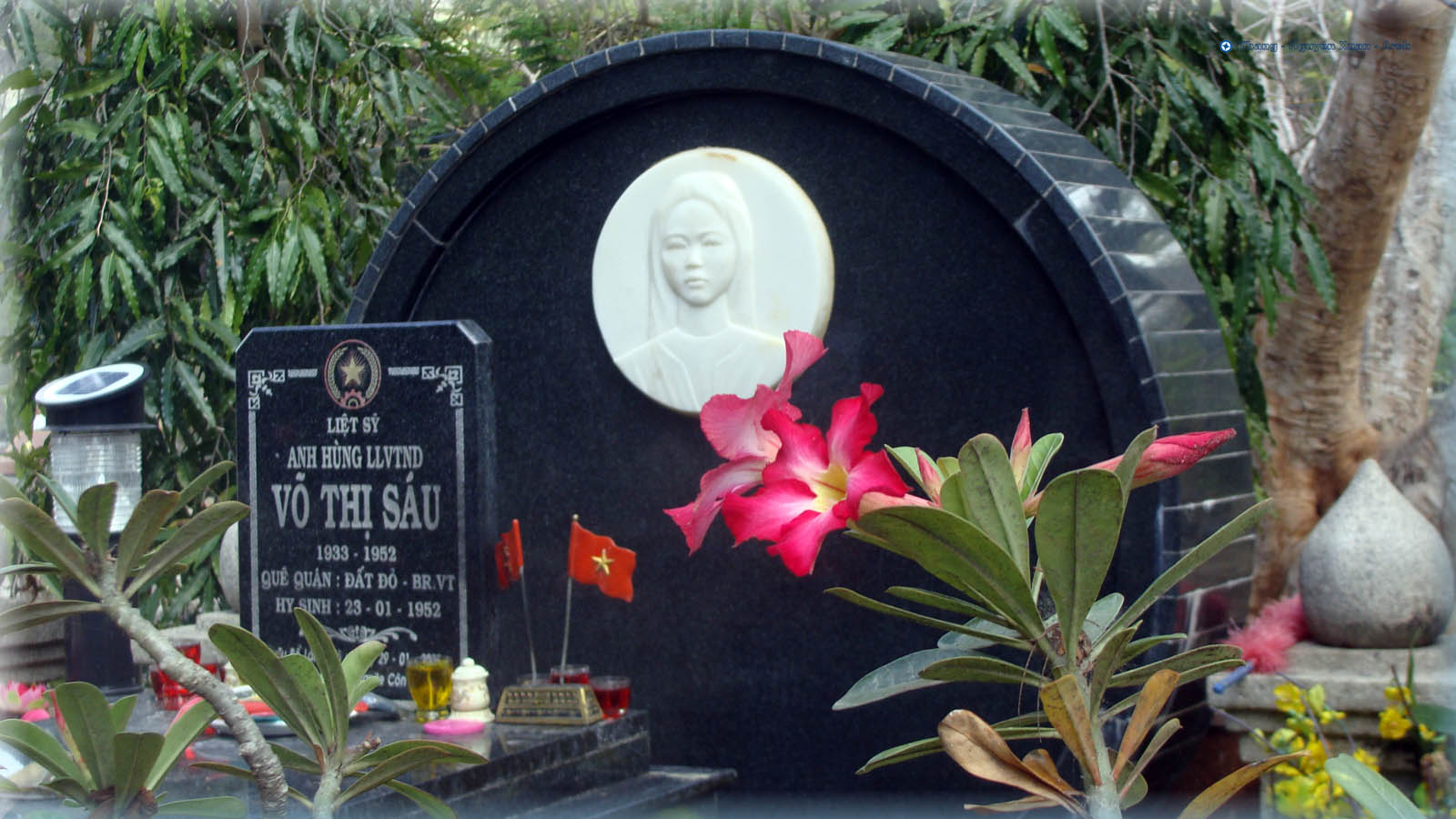
Grób Võ Thị Sáu na cmentarzu Hàng Dương, Côn Đảo.

Śledztwo w jej sprawie trwało ponad rok, po czym kolonialny sąd wydał na nią wyrok śmierci za „zabójstwo, naruszanie porządku i rebelię przeciw władzom protektoratu” . Wyrok wzbudził kontrowersje nawet wśród francuskiej administracji kolonialnej, jako że dotyczył osoby jeszcze niepełnoletniej. Chcąc uniknąć społecznych rozruchów w Sajgonie, Francuzi odesłali ją do ciężkiego więzienia na wyspie Côn Đảo. W Côn Đảo została przyjęta do tamtejszej komórki Partii Pracujących Wietnamu.
Võ Thị Sáu zginęła przez rozstrzelanie 23 stycznia 1952 w Côn Đảo. Współwięźniowie protestowali przeciw wykonaniu wyroku. Według naocznego świadka, więźnia Tám Vànga, przed egzekucją śpiewała partyzanckie piosenki Chiến sĩ Việt Nam i Lên Đàng. Gdy Francuzi zaproponowali jej uklęknąć, miała odpowiedzieć Umiem tylko stać, nie padać na kolana . Nie chciała też, aby przewiązywali jej oczy chustą. Zginęła wołając Niech żyje Wietnam i prezydent Hồ Chí Minh!.

## Upamiętnienie
Życie Võ Thị Sáu, a w szczególności okoliczności jej śmierci, zostały szeroko rozpropagowane w Wietnamie, gdzie uchodzi za przykład nieustraszonej partyzantki, optymizmu i patriotyzmu . Już w czasie decydującej dla odzyskania niepodległości bitwy o Dien Bien Phu (1954) wietnamscy żołnierze wykrzykiwali jej imię jako okrzyk bojowy. Jej grób znajduje się na cmentarzu Hàng Dương w Côn Đảo. Jej imieniem nazwano ulicę w Hanoi. W Đất Đỏ znajduje się dom-muzeum Võ Thị Sáu. Pamiątki po niej są przechowywane w Muzeum Kobiet Wietnamu oraz Muzeum Bezpieczeństwa Ludowego.
Dekretem prezydenta Lê Đức Anha z 2 marca 1993 Võ Thị Sáu pośmiertnie otrzymała tytuł Bohatera Ludowych Sił Zbrojnych Wietnamu .